# ジャンゼン・コンネル仮説
ジャンゼン・コンネル仮説（ジャンゼン・コンネルかせつ、Janzen-Connell hypothesis）とは森林生態系における樹種の多様性の確立について説明した仮説。
この仮説をほぼ同時に提唱した二人の研究者にちなみ、ジャンゼン・コンネル仮説として知られている。

## 概要
森林生態系において母樹となる成木からの距離が短いほど、その成木の種子や実生にとって天敵となる特異的な病原菌、捕食者が多くなる。そのため実生や種子の死亡率が高くなり同種の樹木の更新が妨げられる。病原菌や捕食者の数は成木からの距離に反して減少するが、一方で種子散布数も成木からの距離に比例して減少する。
そのため成木の真下においては同種の更新が妨げられることで他の樹種が生育する余地が生まれ、そのことが多様性を確立する要因の一つになっていると考えられる。
なお、逆に母樹に近い方が実生の生存率が高いという樹種も存在するという。これは根と菌類との共生形態である菌根形成について母樹の近くの方が感染する機会が多く、感染して菌根を形成したほうが生存に有利だからではないかと考えられている

菌根によるネットワークの模式図

## 提唱者
- ジャンゼン (Daniel Hunt Janzen)
- コネル (J.H.Connel)